# Euchloe lessei
Euchloe lessei is een vlindersoort uit de familie van de Pieridae (witjes), onderfamilie Pierinae.
Euchloe lessei werd in 1957 beschreven door Bernardi.